# オールスター珍道中
『オールスター珍道中』（オールスターちんどうちゅう）は、1965年10月1日から同年12月3日までフジテレビ系列で放送された公開時代劇コメディ番組。全9回。朝日麦酒（当時のソフトドリンク部門であり「バヤリースオレンヂ」名義、現アサヒ飲料）の一社提供。
放送時間は毎週金曜20:00 - 20:56（JST）。

## 概要
スタジオがわりの劇場の舞台を使った道中式のコメディー。三人の女形芸者（森川信、平凡太郎、茶川一郎）が主役で、これに対抗するかたちで三人の女隠密（かしまし娘）が登場する。
『天下の若者』『天下の学園』に続く、オールスター物第3弾して最終作。本作は「時代劇」とし、出演者も喜劇人を中心にしている。

## 出演者
- 森川信
- 平凡太郎
- 茶川一郎
- かしまし娘
- 榎本健一
- 由利徹
- 佐山俊二
- 南利明
- 左とん平
- 堺駿二
- 若水ヤエ子
- 宮城まり子
- ほか多数

## その他
- 公開コメディとはいえ、フジテレビの金曜20時枠で「連続時代劇」が放送されたのは、本作が最初で最後[2]。